# Alaska (Île-du-Prince-Édouard)
Pour les articles homonymes, voir Alaska (homonymie).
Alaska est une localité dans le comté de Prince de l'Île-du-Prince-Édouard au Canada, au sud-est de O'Leary.